# Allan Larsson
Yngve Allan Gillis Larsson, född 3 april 1938 i Bredaryds församling i Jönköpings län, är en svensk journalist, fackföreningsman, politiker (socialdemokrat) och ämbetsman. 1983–1990 var han generaldirektör för Arbetsmarknadsstyrelsen och 1990–1991 Sveriges finansminister, 1991–1995 riksdagsledamot, 1995–2000 generaldirektör i Europeiska kommissionen och 2000–2005 ordförande i Sveriges Television.

## Biografi

### Tidiga år

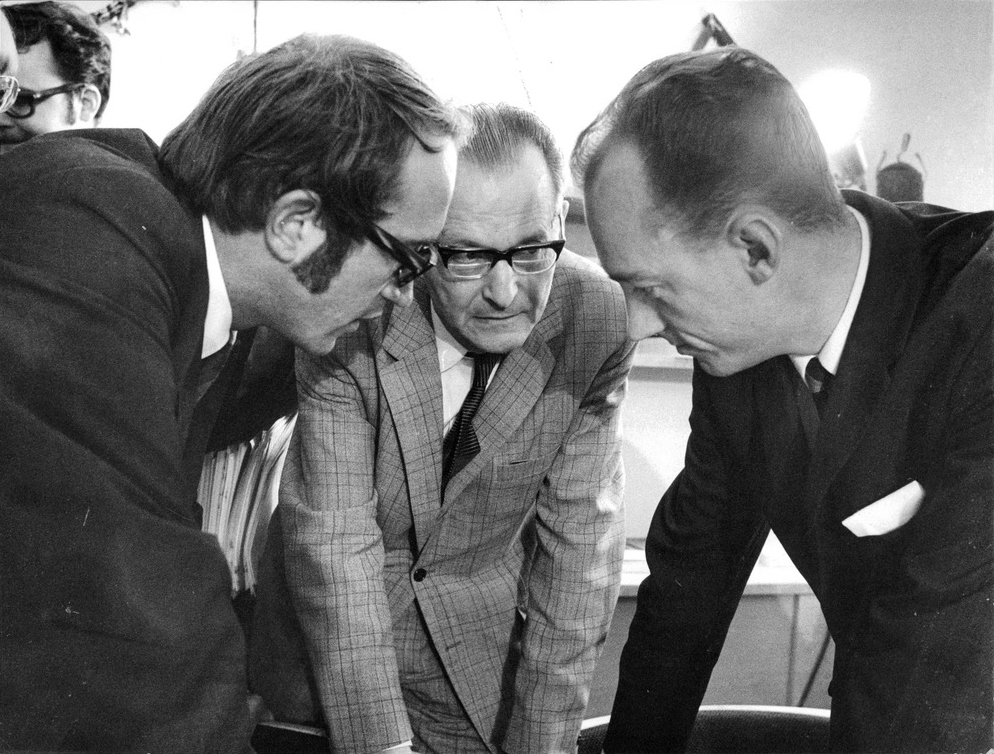
Allan Larsson (höger) och Mats Fagerström (vänster) frågar ut SIDA:s generaldirektör Ernst Michanek (mitten), 1969.

Allan Larsson studerade vid Lunds universitet och Stockholms högskola men tog aldrig någon examen. Parallellt med studierna arbetade han som journalist på tidningen Arbetet och som utredningssekreterare på Svenska metallindustriarbetareförbundet 1963–1964. Larsson återgick sedan till journalistiken och blev journalist först på Aftonbladet 1964–1965, Dagens Nyheter 1966–1967 och därefter på televisionen inom Sveriges Radio 1969–1971[3] (en av de så kallade Bröderna Surf).

### Vägen till Regeringskansliet
Åren 1967–1969 arbetade han i Statsrådsberedningen och ingick i Tage Erlanders stab av politiska medarbetare. 1971 återgick han till Svenska metallindustriarbetareförbundet som utredningschef. Han författade där en av de motioner till LO-kongressen år 1971 som ledde fram till förslaget om löntagarfonder år 1974.
Larsson utsågs 1974 till statssekreterare i Arbetsmarknadsdepartementet under Ingemund Bengtsson och ledde arbetet i departementet med de arbetsrättsliga reformerna, bland annat Medbestämmandelagen. Efter regeringsskiftet 1976 återgick han på nytt till Metall och fungerade som löntagarkonsult i etableringen av SSAB.
Han utsågs 1979 till chefredaktör för tidningen Vi. Där lanserade han i en ledarartikel ett kooperativt alternativ med individuellt medlemskap i löntagarfonder. Han utsågs 1979 till ordförande efter Hjalmar Mehr för den statliga löntagarfondkommittén. Han försökte få till stånd en bred uppgörelse, men avgick 1981 efter det att LO och Socialdemokraterna hade sagt nej till hans förslag.
Larsson utsågs 1983 till generaldirektör och chef för Arbetsmarknadsstyrelsen och ledde moderniseringen av Arbetsmarknadsverket. Han fick 1989 utmärkelsen årets ledare för dessa insatser. Han lämnade uppdraget som chef för Arbetsmarknadsstyrelsen 1989 och tillträdde 1990 som chef för den nyinrättade Arbetslivsfonden. Kort efter tillträdet till den befattningen utsågs han i februari 1990 till finansminister, ett uppdrag som han hade 1990–1991.
Som finansminister blev det Larssons uppgift att hantera en överhettad arbetsmarknad med hög inflation. Han tog initiativet till det som kom att kallas stabiliseringsavtalet och som förhandlades fram av en förhandlingsgrupp under ledning av Bertil Rehnberg. Det började genomföras 1991 och ledde till en snabb nedväxling av inflationen. Han medverkade också i genomförandet av den stora skattereformen 1990–1991 och i förberedelserna för svenskt medlemskap i Europeiska unionen.
Han kandiderade i riksdagsvalet 1991 för socialdemokraterna i Jönköpings län. Efter den borgerliga valsegern 1991 var han riksdagsledamot 1991–1995 och partiets talesman i ekonomisk-politiska frågor. I den egenskapen medverkade han i den stora krisuppgörelsen med regeringen Bildt i september 1992 och i en separat uppgörelse om en bankgaranti senare samma månad.
Han var ledamot i styrelsen för Sveriges riksbank 1991–1994. Han utsågs 1992 av Samak, samarbetskommitten för arbetarrörelsen i Norden, att leda en arbetsgrupp kring ekonomi och sysselsättning i EU. I rapporten ”Sätt Europa i arbete” framlades förslag om  en aktivare roll för EU när det gäller arbetsmarknad och sysselsättning. Han utsågs därefter av Europeiska socialdemokratiska partiet till att fortsätta arbetet på EU-nivå.

### Fortsatt ämbetsmannakarriär
År 1995 utsågs han till generaldirektör i Europeiska kommissionen under irländska EU-kommissionären Pádraig Flynn med ansvar för arbetsmarknad och sociala frågor. Som chef för kommissionens generaldirektoratet för sysselsättning, socialpolitik och inkludering ledde han det interna arbetet och förberedelserna för den europeiska sysselsättningsstrategin som antogs i Luxemburg 1997, och därefter i det fortsatta genomförandet 1998–2000. Han ingick sedan i den grupp som under Europeiska kommissionens ordförande Romano Prodi förberedde EU:s tillväxtstrategi inför toppmötet i Lissabon 2000.
Han lämnade EU-kommissionen i maj 2000 och utsågs därefter till ordförande i styrelsen för Sveriges Television. Som ordförande gjorde Larsson år 2001 ett uppmärksammat utfall mot Maria Curman, något som senare ledde till hennes avgång. Orsaken var dels att Curman ägt aktier i ett konkurrentföretag, dels att hon enligt Larsson och styrelsen inte gav programdirektören tillräckliga befogenheter. Larssons agerande härvidlag urartade till en "skoningslös offentlig avrättning". Dessförinnan (år 2000) hade Larsson agerat för att avskeda programdirektören Mikael Olsson för att han missat att deklarera. Efter detta stämde Olsson Sveriges Television, en rättsprocess som Olsson vann. Larsson ledde arbetet för rekrytering av Christina Jutterström som ny VD och Leif Jacobsson som programdirektör, sedan den tidigare ledningen hade fått lämna sina befattningar. Den nya ledningen tog initiativet till ett genomgripande förändringsarbete för att ställa om till såväl digital distribution som digital produktion och frigöra resurser för programverksamheten och för att modernisera programutbudet. Regeringen Persson tilldelade honom professors namn år 2001.
Larsson utsågs av regeringen till ordförande för Lunds universitets styrelse 2004. I denna roll fick han regeringens uppdrag att utreda möjligheterna att lokalisera den europeiska forskningsanläggningen, European Spallation Source (ESS), till Lund. Han lämnade sitt förslag till regeringen 2005 och fick 2007 av alliansregeringen förnyat uppdrag att leda förhandlingsarbetet med regeringar i Europa för svenskt värdskap för ESS. En uppgörelse träffades 2007 med Danmark om delat värdskap för ESS. I maj 2009 träffades en uppgörelse med 10 länder om att förlägga ESS till Lund med ett Data Management Center i Köpenhamn.
Larsson fick 2010 i uppdrag av Lunds kommun, Region Skåne och Lunds universitet att leda förhandlingarna med Astra Zeneca om övertagande av företagets forskningsanläggning i Lund, sedan företaget beslutat att flytta stora delar av verksamheten till Mölndal. En överenskommelse träffades med Peabs grundare och VD, Mats Paulsson, om att bilda en stiftelse med syfte att ta över anläggningen och där etablera nya verksamheter på temat ”hela värdekedjan”, det vill säga från forskning till färdiga produkter. Stiftelsen tog år 2012 genom dotterbolaget Medicon Village över anläggningen. Larsson ingick sedan i stiftelsens styrelse 2011–2017.

### Internationella uppdrag och övrigt
Larsson har haft ett flertal internationella uppdrag, bland annat som rådgivare åt Internationella arbetsorganisationen, medlem av FN-chefen Kofi Annans expertpanel om arbetsmarknaden för ungdomar 2001–2003,  ledamot av OECD:s rundabordsgrupp för hållbar utveckling. Han har varit en av EU-kommissionens ordförande José Manuel Barrosos personliga rådgivare i klimat- och energifrågor 2007–2008. Han har också varit medlem i en FN-kommission, ”Legal empowerment of the poor”, under ledning av Madeleine Albright och Hernando de Soto Polar. Han utsågs 2016 till rådgivare till EU-kommissionens ordförande Jean-Claude Juncker i dennes arbete att skapa en Europeiska pelaren för sociala rättigheter, ett arbete som ledde fram till en överenskommelse mellan EU:s alla medlemsländer vid ett toppmöte i Göteborg i november 2017.
Han har på senare år engagerat sig i lokalt utvecklingsarbete på Gotland och medverkat i projektarbete med Vamlingbo prästgård, Bergmancentret på Fårö, Kultudralen i Visby samt Körsbärsgården i Sundre. Han har varit en av initiativtagarna till Filmbyn i Mariannelund i Småland, baserad på Astrid Lindgrens filmer. I Hammarby Sjöstad i Stockholm har han startat och varit ordförande i innovationsplattformen ElectriCITY Innovation för hållbar stadsutveckling 2014–2018, Hammarby Sjöstad 2.0.
Han var ordförande i Viable Cities 2017-2021, ett nationellt program för hållbar stadsutveckling med Formas, Vinnova och Energimyndigheten som uppdragsgivare. Han var även vice ordförande i EU:s Mission Board for Climate Neutral and Smart Cities 2020-2021, ett uppdrag inom ramen för EU:s nya forskningsprogram Horizon Europe.

## Utmärkelser
- 2009 – Lunds stads guldmedalj [18]
- 2011 – Årets Lundensare [19]
- 2012 – Lunds universitets guldmedalj [20]
- 2017 –   H. M. Konungens medalj av 12:e storleken i serafimerordens band för framstående insatser inom svensk politik och statsförvaltning
- 2021 – Årets Europé av Svenska Europarörelsen.[21]